# Çukurabanoz, Anamur
Çukurabanoz là một xã thuộc huyện Anamur, tỉnh Mersin, Thổ Nhĩ Kỳ. Dân số thời điểm năm 2011 là 173 người.